# Theresinense Foot-Ball Club
O Theresinense foi um clube brasileiro de futebol, da cidade de Teresina, no Estado do Piauí. Foi fundado em 27 de julho de 1906, sendo o primeiro clube de futebol do Piauí. 

## Estaduais
- Campeonato Piauiense de Futebol: 2 vezes (1919 - LST**, 1922 - LPSA***)[carece de fontes?]
  - LST - Liga Sportiva Theresinense (Teresina)
    - LPSA - Liga Piauhyense de Sports Athleticos (Teresina)